# Arthur Leonard Schawlow
Arthur Leonard Schawlow (5. května 1921 Mount Vernon, New York, USA – 28. dubna 1999 Palo Alto, Kalifornie) byl americký fyzik nejznámější pro svou práci s lasery, za kterou v roce 1981 získal spolu s Nicolaasem Bloembergenem a Kaiem Siegbahnem Nobelovu cenu za fyziku.
Titul Ph.D. získal na Torontské univerzitě. V roce 1951 začal pracovat v Bellových laboratořích, ale v roce 1961 odešel na Stanfordovu univerzitu dělat profesora.

## Dětství a vzdělání
Arthur Leonard Schawlow se narodil ve městě Mount Vernon, Stát New York roku 1921. Jeho matka Helen pocházela z Kanady, otec z Lotyšské Rigy, odkud emigroval do USA. Když byly Arthurovi 3 roky rodina se přestěhovala do kanadského Toronta.
Chodil do střední školy Vaughan Road Academy, kterou dokončil ve věku 16 let. Poté nastoupil na Torontskou univerzitu, kde získal bakalářský i doktorský titul, přičemž jeho studium bylo přerušeno Druhou světovou válkou.

## Kariéra
Po skončení studia nejprve zůstal jako post doktorand v Torontu, v roce 1949 však odešel na Kolumbijskou univerzitu, jeho vedoucím byl Charles Hard Townes.
O dva roky později odešel do Bellových laboratoří a v roce 1961 přijal pozici profesora na Stanfordově univerzitě. Zde zůstal až do svého odchodu do penze v roce 1996.

## Výzkum
Jeho výzkum se týkal optiky, zejména pak laserů a jejich využití ve spektroskopii. Dále se věnoval též supravodivosti a nukleární rezonance. Spolu s Townesem byl autorem práce o mikrovlnné spektroskopii.

## Ocenění
V roce 1962 byl oceněn on a Charles Townes medailí Stuarta Ballnatina, udělovanou Franklinovým institutem za přínos v oblasti vědy nebo inženýrství. O rok později získal znovu s Townesem Youngovu medaili, kterou uděluje Fyzikální institut, za přínos v oblasti optiky. V roce 1976 získal Frederic Ives Medal od The Optical Society.
Nejvýznamnější ocenění získal ovšem až roku 1981, kdy byl oceněn Nobelovovou cenou za fyziku za práci v oblasti laserové spektroskopie, spolu s ním ji obdrželi i Nicolaas Bloembergen a Kai Manne Boerje Siegbahn.
Na začátku 90. let založily American Physical Society a NEC Corporation cenu Arthura L. Schawlowa. Tato je každoročně udělována lidem, kteří významně přispěli základnímu fyzikálnímu výzkumu v oblasti laserů.

## Víra
Byl ortodoxním křesťanem, členem metodistické církve. Dále byl znám jako velký fanoušek jazzu a sběratel jazzových nahrávek.

## Rodina
Jeho ženou byla sestra Charlese Townese Aurelie, s níž měl 2 dcery a syna Arthura, který trpěl autismem. Další významný fyzik Robert Hofstadter měl rovněž dítě s autismem, začali tedy spolupracovat. Schawlow později založil institut pro osoby s autismem, který byl těsně před jeho smrtí přejmenovaný na Centrum Arthura Schawlowa.